# 家有辣嬤
《家有辣嬤》（英語：Georgia Rule）是一部2007年上映的美国喜剧剧情片，由蓋瑞·馬歇爾执导，马克·安德鲁斯（Mark Andrus）编剧，珍·芳達、琳賽·蘿涵、费利西蒂·赫夫曼、德蒙特·莫羅尼、卡利·艾域士和蓋瑞特·荷德倫主演。原创配樂由约翰·德布尼（John Debney）作曲。
《家有辣嬤》由环球影业于2007年5月11日上映，受到影评人的普遍负评，但主要演员（芳達、蘿涵和赫夫曼）的表演受到好评。

## 剧情
瑞秋是一个放荡不羁、酗酒成性的青少年，她的毒瘾和叛逆行为开始失控。由于她反复出现的不良行为，她违反了母亲莉莉在旧金山家中制定的最后一条规则。莉莉无处可去，只好把她送到她发誓永远不会再回去的地方：她祖母乔治亚在爱达荷州的家。
乔治亚的生活遵循着几条明确的规则——上帝第一，勤奋至上——而任何在她屋檐下的人也必须遵守同样的规则。她带着孙女度过夏天，需要极大的耐心来理解她的愤怒。乔治亚给她找了一份当地兽医兼人类医师西蒙·沃德医生的前台工作。他的侄子萨姆和伊桑经常在乔治亚家。
由于西蒙对瑞秋和其他女人都不感兴趣，她认为他是同性恋。然而，他的妹妹宝拉告诉她，他正在为三年前死于车祸的妻儿哀悼。他拒绝与瑞秋发生性关系，即使她试图勾引他，但他仍然对他的前女友莉莉怀有一些感情。
瑞秋对哈伦·威尔逊进行了口交，他还没有结婚，并且由于他的LDS（摩门教）宗教信仰而仍然是处男。他向女朋友琼承认了，琼感到震惊。后来，一群LDS女孩监视哈伦和瑞秋，以确保他不再发生性关系。在用哈伦的卡车追赶她们之后，瑞秋向她们解释，发生的事情已经过去了，她们应该回去继续享受自己的暑假。
她们同意了，但叫瑞秋离开哈伦自己回家，这让她威胁她们说，如果她们再对她和哈伦有任何举动，她会找到她们所有的男朋友并“操得他们智障”。就在那时，她们停止了侮辱她和监视他们的行为。
在试图向西蒙说明生存的观点时，瑞秋直言不讳地说，她的继父阿诺德从她12岁到14岁对她进行了性骚扰。看到她的话带来的影响，瑞秋试图说服他她撒谎了。然而，西蒙告诉了乔治亚关于虐待的事情，而乔治亚又告诉了莉莉，不过莉莉也认为她在撒谎。
结果心碎的莉莉也开始相信女儿的话。她开始酗酒并向阿诺德提出离婚。当他赶来时，乔治亚叫他走开，拒绝让他进屋，她用棒球棒打他，最后用他的新法拉利威胁。瑞秋看到莉莉无法接受真相，于是向她撒谎说自己被猥亵的事是假的。
在阿诺德下榻的汽车旅馆，瑞秋告诉他，她有一盘他们在她14岁时发生性关系的录像带，他似乎不相信她，但无论如何都退缩了。她说如果他不让莉莉开心的话就要给1000万美元，还承认她对莉莉撒谎说他没猥亵她是因为她不想让她再感到难过。在返回旧金山的路上，当阿诺德告诉莉莉他要把他的法拉利送给瑞秋时，她意识到他其实是有罪的。
莉莉开始大吵大闹，阿诺德终于承认猥亵了瑞秋，说是她勾引的他，莉莉的酗酒驱使他这么做，而瑞秋很享受。阿诺德开车离开，让她自己走回去。乔治亚、西蒙、瑞秋和哈伦赶上她，瑞秋泪流满面地向母亲道歉。哈伦告诉乔治亚他爱上了瑞秋，并计划在他两年传教回来后与她结婚。

## 演员
- 珍·芳達 饰 乔治亚·兰德尔
- 琳賽·蘿涵 饰 瑞秋·威尔科克斯
- 费利西蒂·赫夫曼 饰 莉莉·威尔科克斯
- 德蒙特·莫羅尼 饰 西蒙·沃德医生
- 蓋瑞特·荷德倫 饰 哈伦·威尔逊
- 卡利·艾域士 饰 阿诺德
- 蘿莉·麥凱佛 饰 保拉·理查兹
- 赫克托·埃里仲杜 饰 伊齐
- 迪伦·麦克劳克林（英语：Dylan McLaughlin） 饰 萨姆
- 扎克瑞·戈登 饰 伊桑
- 特雷莎·斯坦斯拉夫 饰 小提琴老师
- 弗雷德·阿普尔盖特（英语：Fred Applegate (actor)） 饰 镇民#1
- 辛西娅·费雷尔 饰 镇民#2
- 德斯蒂尼·摩尔（英语：Destiney Sue Moore） 饰 女服务员
- 克里斯汀·莱肯（英语：Christine Lakin） 饰 格蕾丝
- 切尔西·斯温（英语：Chelse Swain） 饰 琼·史密斯
- 谢伊·柯里（英语：Shea Curry） 饰 梅洛迪

## 制作
虽然故事发生在爱达荷州，但实际上电影的结尾字幕和DVD特辑表明电影是在南加利福尼亞州拍摄的，许多场景都是用CGI技术制作的。
电影的制作过程因製作公司Morgan Creek Productions首席执行官詹姆斯·G·罗宾逊（James G. Robinson）致琳賽·蘿涵的一封警告信而引起了媒体的关注。这封信在The Smoking Gun网站上泄露，其中批评了她頻繁參加派對和迟到片场，称她“失礼、不负责任和不专业”，将她比作“被宠坏的孩子”。

## 发行

### 评论反响
《家有辣嬤》受到影评人的普遍负评。该片在爛番茄网站上获得了“烂”的评价，118条评论中得分为19%。该网站的共识是：“《家有辣嬤》的喜劇性和戲劇性都在錯誤的地方，是一部混亂的喜劇，浪費了優秀演員的才華。”该片在Metacritic上的评分也很低，为25分，表明“总体上是不利的评论”。由影院评分调查的观众给这部电影的平均评分为“B-”（范围从A+到F）。
《家有辣嬤》被美国在线评为2007年第二差的电影。

### 家庭媒体
《家有辣嬤》于2007年9月4日发行DVD。蓝光碟由Shout! Factory于2022年7月12日在其Shout Select厂牌下发行。

## 奖项和提名
该片在2007年青少年选择奖中获得两项提名，分别是“最佳电影 - 小妞電影”和“最佳女演员 - 戏剧”奖（琳賽·蘿涵）。费利西蒂·赫夫曼获得了棱镜奖“最佳电影表演”提名，该片获得了“最佳故事片”奖。
| 年份 | 颁奖典礼     | 奖项                                                            | 结果 |
| ---- | ------------ | --------------------------------------------------------------- | ---- |
| 2007 | 青少年选择奖 | 最佳电影 - 小妞電影                                             | 提名 |
| 2007 | 青少年选择奖 | 最佳电影女演员 - 戏剧：琳賽·蘿涵                                | 提名 |
| 2008 | 棱镜奖       | 最佳劇情長片                                                    | 獲獎 |
| 2008 | 棱镜奖       | 劇情長片表演：菲丽西提·霍夫曼                                   | 提名 |
| 2008 | 青年艺术家奖 | 最佳劇情長片表演 - 配角年轻演员 - 喜剧或音乐剧：扎克瑞·戈登     | 獲獎 |
| 2008 | 青年艺术家奖 | 最佳劇情長片表演 - 配角年轻演员 - 喜剧或音乐剧：迪伦·麦克劳克林 | 提名 |